# 塞哥维亚城堡
塞哥维亚城堡（Alcázar de Segovia）是一座造型独特的石砌城堡，位于西班牙塞哥维亚旧城西北角，埃雷斯马河（Eresma） 和克拉莫雷斯河（Clamores）汇流处的岩石峭壁之上，接近瓜达拉马山。这座城堡最初只是一个堡垒，后来用作王宫、监狱、皇家炮兵学院和军事学院。
塞哥维亚城堡与西班牙许多城堡一样，最初是一个阿拉伯堡垒。第一次提到这个城堡是在1120年。